# Euphorbia richardsiae
Euphorbia richardsiae es una especie fanerógama perteneciente a la familia de las euforbiáceas. Es endémica de Zimbabue, Mozambique, Malaui, Sudáfrica.

## Descripción
Es una planta suculenta muy ramificada, pulvinada, con ramas espinosas enanas que alcanzan un tamaño de 15 cm (o de 1,25 m) de altura, ramas 4-5 aladas, ± 2 cm de espesor, incluyendo las alas, con las ramas principales de 5 alas y las ramillas más a menudo con 4  alas.

## Ecología
Se encuentra en los afloramientos de granito en las colinas en los bosques de Brachystegia a una altitud de ± 1200-2100 metros.

## Taxonomía
Euphorbia richardsiae fue descrita por Leslie Charles Leach y publicado en Kirkia 10: 392. 1977.
Etimología
Euphorbia: nombre genérico que deriva del médico griego del rey Juba II de Mauritania (52 a 50 a. C. - 23), Euphorbus, en su honor – o en alusión a su gran vientre –  ya que usaba médicamente Euphorbia resinifera. En 1753 Carlos Linneo asignó el nombre a todo el género.
richardsiae: epíteto otorgado en honor de la recolectora británica Mary Alice Eleanor Richards (1885-1977).